# Gremmin

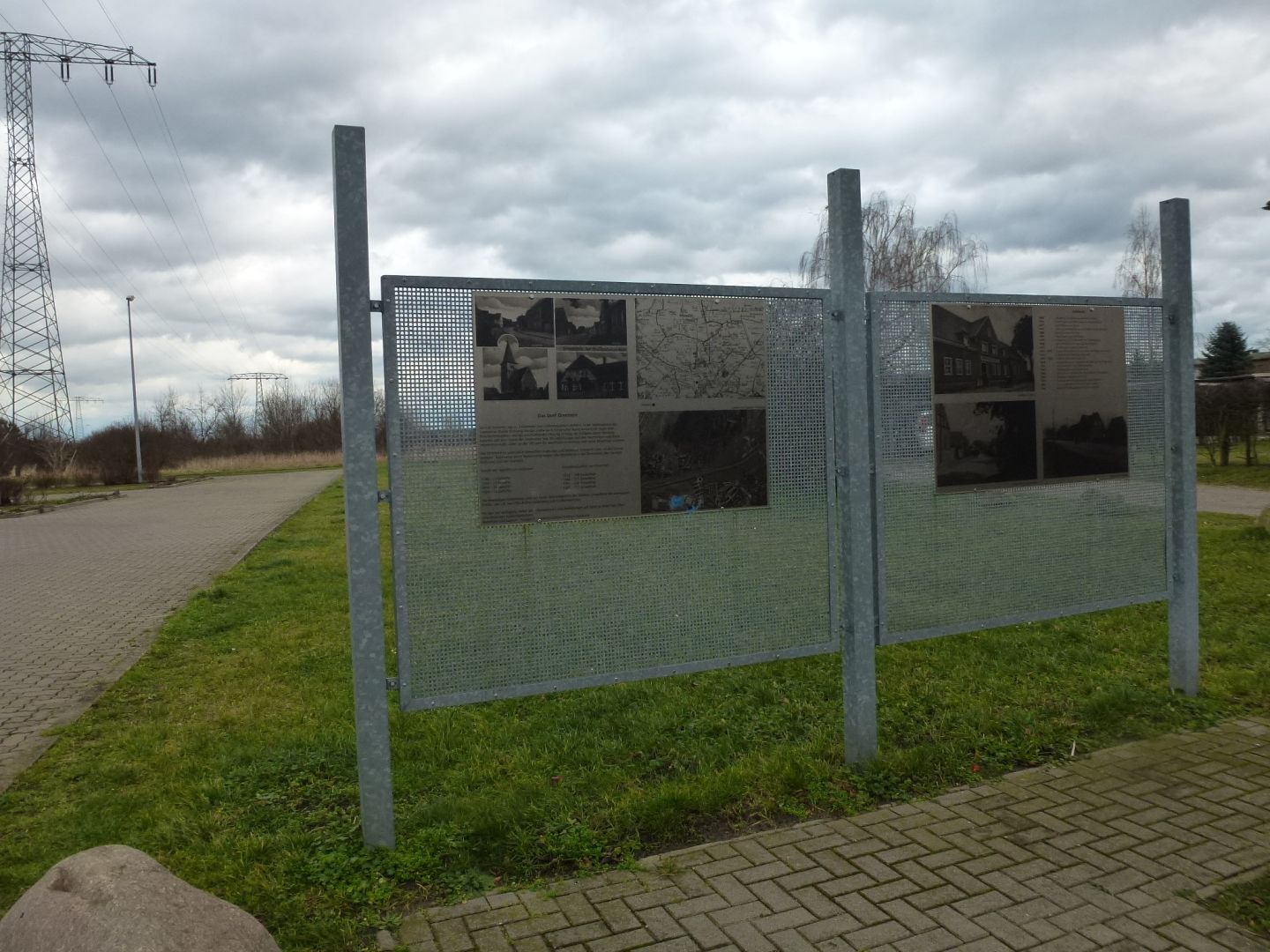
Informationstafel zum devastierten Dorf Gremmin

Gremmin war eine deutsche Gemeinde drei Kilometer nordwestlich von Gräfenhainichen im Landkreis Wittenberg im Bundesland Sachsen-Anhalt (früher Kreis Gräfenhainichen im Bezirk Halle). Am 1. Januar 1981 wurde sie in die Stadt Gräfenhainichen eingegliedert.

## Geschichte
Gremmin gehörte bis 1815 zum kursächsischen Amt Gräfenhainichen. Durch die Beschlüsse des Wiener Kongresses kam der Ort zu Preußen und wurde 1816 dem Kreis Bitterfeld im Regierungsbezirk Merseburg der Provinz Sachsen zugeteilt, zu dem er bis 1944 gehörte.
1982 fiel Gremmin dem Braunkohlen-Tagebau Golpa-Nord zum Opfer. Dazu wurden vorher die Häuser abgetragen und die Einwohner umgesiedelt. Der letzte Gottesdienst fand in der Kirche am 9. August 1981 statt, die Sprengung der Kirche erfolgte am 22. Juli 1982. Gräber des Friedhofes wurden z. T. nach Gräfenhainichen umgebettet.
Die Baggerstadt Ferropolis am nun entstandenen Gremminer See bildet nach dem Ende des Braunkohleabbaus ein Freilichtmuseum und eine Kulisse für Veranstaltungen.